# Al Khor (municipi)
Al Khor o Al Khawr (àrab: الخور, al-Ḫūr) és un dels vuit municipis o baladiyyes que formen l'Estat de Qatar. La seva capital i ciutat més poblada és Al Khor.

## Geografia i demografia

Situació d'Al Khawr a Qatar abans de 2004.

La superfície d'Al Khawr abasta una extensió de territori que ocupa 996 quilòmetres quadrats del país. Se situa geogràficament entre les coordenades següents: 25° 41′ 24″ N, 51° 30′ 36″ E / 25.69000°N,51.51000°E
La població es compon d'uns 193.983 persones (xifres del cens de l'any 2010). La densitat de població d'aquesta divisió administrativa és d'uns 190 habitants/km².